# 모니아 쇼크리
모니아 쇼크리(Monia Chokri, 1983년 6월 27일 ~ )는 캐나다의 배우, 영화 감독이다.
퀘벡주 퀘벡시에서 태어났다.

## 작품 목록

### 영화 연출
- 베이비시터 (2022, Babysitter)
- Simple comme Sylvain (2023)

### 영화 출연
- 데이즈 오브 다크니스 (2007, L'Âge des ténèbres)
- 하트비트 (2010)
- 로렌스 애니웨이 (2012)
- Réparer les vivants (2016)
- 베이비시터 (2022, Babysitter)